# K-Reihe (Buchreihe)
In der K-Reihe wurde ab 1964 von den Verlagen Volk und Welt und Kultur und Fortschritt bis 1990 internationale Kriminalliteratur herausgegeben. Die Einbandgestaltung war nicht einheitlich, aber ein farbiges „K“ kennzeichnet diese Serie. Das „K“ war auf dem vorderen Buchumschlag und auf dem Buchrücken zu sehen. Alle Bände wurden als Softcover mit einem Zellophanüberzug veröffentlicht. Schwerpunkte waren die schwedische und die sowjetische Kriminalliteratur, aber auch die amerikanischen Vertreter des hard-boiled-Krimis, Raymond Chandler und Dashiell Hammett. Einige Bände wurden im Gemeinschaftsprojekt buchclub 65 als Hardcover veröffentlicht.

## Liste
| Nummer | Ausgabejahr | Titel                                                                           | Autor / Herausgeber                             | Form          | Bemerkungen |
| ------ | ----------- | ------------------------------------------------------------------------------- | ----------------------------------------------- | ------------- | --- |
| 1      | 1964        | Der Mord in der Via Belpoggio, Band 1                                           | Barbara und Alfred Antkowiak (Hrsg.)            | Erzählungen   | Inhalt: Robert Barr: Der Fall Summertree; C. Hadley Barker: Das Unglücks-As; Gilbert Keith Chesterton: Der Hammer Gottes; Georges Bernanos: Der Tod der Madame Dargent; José Valentim Fialho d'Almeida: Der Onkel aus Amerika; Italo Svevo: Der Mord in der Via Belpoggio; Sebastiano Addamo: All right; Artur Lundquist: Der Diener Harr; Lew Scheinin: Vater Ambrosius; Maxim Gorki: Die Geschichte eines Verbrechens; Alexander Grin: Die Pension; Adolf Branald: Unvollständige Zeugenaussagen; Andrzej Piwowarczyk: Der Mörder lebt noch                                                                                       |
| 2      | 1964        | Der Mord in der Via Belpoggio, Band 2                                           | Barbara und Alfred Antkowiak (Hrsg.)            | Erzählungen   | Inhalt: Edgar Allan Poe: Das Geheimnis um Marie Rogets Tod; Dashiell Hammett: Einer steht im Wege; Raymond Chandler: Gefahr ist mein Geschäft; William Faulkner: Rauch; Ventura Garcia Calderón: Filomena; Joaquim Maria Machado de Assis: Die Wahrsagerin; Nagib Mahfuz: Die Welt Allahs; Manik Bandyopadhyay: Der Dieb; Seicho Matsumoto: Der Unfall |
| 3      | 1965        | Der Mörder erhielt den Prix Goncourt                                            | Pierre Gamarra                                  | Roman         | |
| 4      | 1965        | Auftrag: Mord                                                                   | Julian Semjonow                                 | Roman         | im Verlag Kultur und Fortschritt; 1980 als "Polizeistation Petrowka 38" verfilmt |
| 5      | 1966        | Der Fall mit dem verdrehten Schal, Band 1                                       | Barbara und Alfred Antkowiak (Hrsg.)            | Erzählungen   | Inhalt: Maurice S. Andrews: Der Mord in der Pension "Zum edlen Roß"; Emile Gaboriau: Der schwarze Hund; R. Austin Freeman: Ein Fall für Mr. Thorndyke; Margery Allingham: Der bestimmte Artikel; Vic Suneson: Mord im Atelier; Rex Stout: Der Fall mit dem verdrehten Schal; Giuseppe Marotta: Die Entlassung; Jorge Luis Borges: Der Tod und der Kompaß (Es war die Erzählung "Gestohlene Träume" von Miroslav Smetana vorgesehen, diese wurde aus künstlerischen und idiologischen Gründen abgelehnt) |
| 6      | 1966        | Der Fall mit dem verdrehten Schal, Band 2                                       | Barbara und Alfred Antkowiak (Hrsg.)            | Erzählungen   | Inhalt: Erle Stanley Gardner: Die schreiende Schwalbe; Dashiell Hammett: Hinterlist im Zickzack; Jara Ribnikar: Rauschgift; Josef Škvorecký: Leutnant Boruvkas wissenschaftliche Methode (fehlt in der 2. Auflage 1969); Andrei Guljaschki: Eine kleine Nachtmusik; Ion Bäiesu: Der Major und der Tod; Helen Nielson: Der unzuverlässige Zeuge |
| 7      | 1966        | Das Geheimnis des Wachsfigurenkabinetts                                         | Alexej Korobizin                                | Roman         | im Verlag Kultur und Fortschritt |
| 8      | 1966        | Fall Nr. 44                                                                     | Vic Suneson                                     | Roman         | |
| 9      | 1967        | Die Spur des Fuchses                                                            | Arkadi Adamow                                   | Roman         | im Verlag Kultur und Fortschritt |
| 10     | 1968        | Herr Niemand                                                                    | Bogomil Rainow                                  | Spionageroman | |
| 11     | 1969        | Der dünne Mann                                                                  | Dashiell Hammett                                | Roman         | |
| 12     | 1969        | Spiel mit dem Fahrplan                                                          | Seicho Matsumoto                                | Roman         | |
| 13     | 1970        | Weiße Augen                                                                     | Arkadi und Georgi Wainer                        | Roman         | im Verlag Kultur und Fortschritt; geplant als: Es geschah am hellichten Tag |
| 14     | 1970        | Das hohe Fenster                                                                | Raymond Chandler                                | Roman         | |
| 15     | 1971        | Wer von den sieben?                                                             | Vic Suneson                                     | Roman         | |
| 16     | 1971        | Per Adresse Mörder X                                                            | Rex Stout                                       | Roman         | |
| 17     | 1971        | Der Trauermantel                                                                | Jerzy Putrament                                 | Roman         | geplant als: Es spukt in Biesal |
| 18     | 1972        | Die Tote im Foyer                                                               | Vaclav Erben                                    | Roman         | |
| 19     | 1973        | Gift aus dejm Kischlak                                                          | Arkadi Adamow                                   | Roman         | |
| 20     | 1973        | Der lange Abschied                                                              | Raymond Chandler                                | Roman         | |
| 21     | 1973        | Der lachende Polizist                                                           | Maj Sjöwall & Per Wahlöö                        | Roman         | Auftakt zur Herausgabe der Roman-Dekalogie: Roman über ein Verbrechen |
| 22     | 1973        | Die große Langeweile                                                            | Bogomil Rainow                                  | Spionageroman | |
| 23     | 1974        | Tote sollten schweigen                                                          | Pierre Boileau & Thomas Narcejac                | Roman         | 1955 verfilmt unter dem Titel "Die Teuflischen" |
| 24     | 1974        | Der Minister und der Tod                                                        | Bo Balderson                                    | Roman         | |
| 25     | 1974        | Der Mörder und das Mädchen / Darin außerdem: Sie soll uns die Ermordung spielen | Kazimierz Kwasniewski (d.i. Maciej Slomczyński) | 2 Romane      | Der Roman "Der Mörder und das Mädchen" wurde unter diesem Titel 1963 verfilmt |
| 26     | 1975        | Der falsche Adressat                                                            | Vic Suneson                                     | Roman         | |
| 27     | 1975        | Das perfekte Alibi                                                              | Christopher Caudwell                            | Roman         | |
| 28     | 1975        | Hexenspuk                                                                       | Pierre Boileau & Thomas Narcejac                | Roman         | 1990 verfilmt unter dem Titel "Das Geheimnis des gelben Geparden" |
| 29     | 1976        | Als vermisst gemeldet                                                           | Olof Svedelid                                   | Roman         | 1986 verfilmt unter dem Titel "Roland Hassel: Als vermißt gemeldet" |
| 30     | 1976        | Der tiefe Schlaf / Chandler über Chandler (Briefe, Notizen, Essay)              | Raymond Chandler                                | Roman         | |
| 31     | 1976        | Lebwohl, mein Liebling                                                          | Raymond Chandler                                | Roman         | |
| 32     | 1977        | Der verschwundene Hotelgast                                                     | Arkadi Adamow                                   | Roman         | |
| 33     | 1977        | Rennen an der Todeswand                                                         | Arkadi und Georgi Wainer                        | Roman         | |
| 34     | 1977        | Der verschlossene Raum                                                          | Maj Sjöwall & Per Wahlöö                        | Roman         | |
| 35     | 1977        | Der Mann mit den Kupferfingern                                                  | Dorothy Sayers                                  | Erzählungen   | Inhalt: Der Mann mit den Kupferfingern / Verdacht / Die Katze im Sack / Die Heldentat in der Höhle des Ali Baba / Die Leopardendame / Gift im Portwein / Zwischen zehn und elf / Melodrama vom Zankapfel / Strupps / In die Irre geführt / Die geheimnisvolle Entführung / Der Mann ohne Gesicht / Blutrache / Wasserspiele / Die Inspiration des Mr. Budd |
| 36     | 1978        | Der Malteser Falke                                                              | Dashiell Hammett                                | Roman         | |
| 37     | 1978        | Die schwarze Katze                                                              | Arkadi und Georgi Wainer                        | Roman         | |
| 38     | 1978        | Um Mitternacht mit Vic Suneson                                                  | Vic Suneson                                     | Erzählungen   | Inhalt: Schlimmer als der Tod / Ein Hundeleben / Verbrechen in der Tiefe / Sturmnacht / Ein falscher Ton / Im Mordkreis des Krebses / Der Mann in Braun / Das Wasser ist Zeuge / Wer ermordete Tante Sofie? / Tragödie auf der Elchjagd / Gänseschmaus in Moll / Die Rache ist des Herrn / Im Dunkeln |
| 39     | 1979        | Die Tote in der Baugrube                                                        | Arkadi Adamow                                   | Roman         | |
| 40     | 1979        | Fahndung nach Monsieur Fontaine                                                 | Olof Svedelid                                   | Roman         | |
| 41     | 1979        | Die kleine Schwester                                                            | Raymond Chandler                                | Roman         | |
| 42     | 1980        | Das Ekel aus Säffle                                                             | Maj Sjöwall & Per Wahlöö                        | Roman         | |
| 43     | 1980        | Der Mond mit der Pfeife                                                         | Hana Prošková                                   | Erzählungen   | Inhalt Der Mond mit der Pfeife / Psyche / Ein einfacher Fall der Statistik / Der Riesenkelch / Das Geheimnis des Planeten |
| 44     | 1981        | Ein Uhr nachts                                                                  | Arkadi Adamow                                   | Roman         | |
| 45     | 1981        | Playback                                                                        | Raymond Chandler                                | Roman         | |
| 46     | 1981        | Die Tote im Götakanal                                                           | Maj Sjöwall & Per Wahlöö                        | Roman         | |
| 47     | 1982        | Sklavenhändler                                                                  | Olof Svedelid                                   | Roman         | |
| 48     | 1982        | Drei Fälle aus dem Leben des Kommissars Maigret                                 | Georges Simenon                                 | 3 Romane      | Inhalt: Maigrets erste Untersuchung / Maigret und das Verbrechen in Holland / Maigret und der Minister |
| 49     | 1982        | Die Tote im See                                                                 | Raymond Chandler                                | Roman         | |
| 50     | 1983        | Mord am Amagi-Paß                                                               | Seicho Matsumoto                                | Erzählungen   | Inhalt: Mord am Amagi-Paß / Die Tatwaffe / Die Nylonschnur / Der Unfall |
| 51     | 1983        | Ein reizender Job für eine Frau                                                 | Phyllis Dorothy James                           | Roman         | |
| 52     | 1983        | Der Mann auf dem Balkon                                                         | Maj Sjöwall & Per Wahlöö                        | Roman         | |
| 53     | 1983        | Zeugen in Handschellen                                                          | Marin Chalatschew                               | Erzählungen   | Inhalt: Schopftauben und ein Toter / Falsche Essenmarken und Gedichte / Ein Ausdruck der Vertrautheit / Sechse und der liebe Gott / Glück mit Verwandten und einer Königin / Ohne Vorhang und Scheinwerfer / Der Unfall von innen / Eine Schlinge mit zwei Fünfzigern / Zufall mit platter Philosophie / Die gekennzeichneten orangegelben Droschken / Hühnerkosmos und Klavier / Ein Dieb, eine Lügnerin und ein Geständnis / Dieses persönliche Eigentum, der Tod / Der Weg zum Hotel "Reinheit" / Der Mut, Radieschen zu verkaufen / "Hortensia", "Albena" und "Malamka" / Ein halbes Ei für Schokolade / Zeugen in Handschellen |
| 54     | 1984        | Erpresser schießen nicht                                                        | Raymond Chandler                                | Erzählungen   | Inhalt: Erpresser schießen nicht / Der superkluge Mord / Einfache Chancen / Nevada-Gas / Spanisches Blut / Zierfische |
| 55     | 1984        | Gefahr ist mein Geschäft                                                        | Raymond Chandler                                | Erzählungen   | Inhalt: Straßenbekanntschaft Noon Street / Blutiger Wind / Der König in Gelb / Gefahr ist mein Geschäft / Ich werde warten / Der Bleistift |
| 56     | 1984        | Drei Zufälle im Leben des Kommissars Maigret                                    | Georges Simenon                                 | 3 Romane      | Inhalt: Maigret hat Angst / Hier irrt Maigret / Maigret gerät in Wut |
| 57     | 1984        | Alarm in der Sköldgatan                                                         | Maj Sjöwall & Per Wahlöö                        | Roman         | |
| 58     | 1984        | Die Nackte mit dem Gewehr                                                       | Andris Kolbergs                                 | Roman         | |
| 59     | 1985        | Marktlücken                                                                     | Arkadi Adamow                                   | Roman         | |
| 60     | 1985        | Ende einer Karriere                                                             | Phyllis Dorothy James                           | Roman         | |
| 61     | 1985        | Der Polizistenmörder                                                            | Maj Sjöwall & Per Wahlöö                        | Roman         | |
| 62     | 1985        | Das grüne Etikett /                                                             | Hana Prošková                                   | Erzählungen   | Inhalt: Das grüne Etikett / Die böse Puppe / Im Hintergrund des Labors |
| 63     | 1985        | Die Falle                                                                       | Nikolai Leonow                                  | Roman         | 1988 nochmals mit dem Roman "Schuß aus dem Hinterhalt" herausgegeben |
| 64     | 1986        | Dreimal Beifall für Maigret                                                     | Georges Simenon                                 | 3 Romane      | Inhalt: Maigrets Pfeife / Maigret und der Mann auf der Bank / Maigret, Lognon und die Gangster |
| 65     | 1986        | Die Terroristen                                                                 | Maj Sjöwall & Per Wahlöö                        | Roman         | |
| 66     | 1986        | Die Tote in der Bibliothek / 16.50 ab Paddington                                | Agatha Christie                                 | 2 Romane      | |
| 67     | 1986        | Der anonyme Auftraggeber                                                        | Sergej Wyssozki                                 | Roman         | 1988 nochmals mit dem Roman "Scharfe Kurve" herausgegeben |
| 68     | 1987        | Fahndung läuft                                                                  | Arkadi Adamow                                   | Roman         | |
| 69     | 1987        | Die Opfer                                                                       | Olof Svedelid                                   | Roman         | 1989 unter dem Titel "Roland Hassel: Die Opfer" verfilmt |
| 70     | 1987        | Der geflügelte Revolver                                                         | Rex Stout                                       | Erzählungen   | Inhalt: Herausforderung zum Mord / Mittagsschlaf im Jenseits / Der nächste Zeuge / Wolfe kommt auf den Hund / Foulspiel in der Kabine / Der geflügelte Revolver |
| 71     | 1987        | Maigret und die Frauen                                                          | Georges Simenon                                 | 3 Romane      | Inhalt: Maigret und das Dienstmädchen / Maigret und die alte Dame / Mademoiselle Berthe und ihr Geliebter |
| 72     | 1987        | Tod eines Sachverständigen                                                      | Phyllis Dorothy James                           | Roman         | |
| 73     | 1988        | Und die Großen lässt man laufen                                                 | Maj Sjöwall & Per Wahlöö                        | Roman         | |
| 74     | 1988        | Die Falle / Schuß aus dem Hinterhalt                                            | Nikolai Leonow                                  | 2 Romane      | |
| 75     | 1988        | Mord im Regen                                                                   | Raymond Chandler                                | Erzählungen   | Inhalt: Mord im Regen / Der Mann, der Hunde liebte / Der Vorhang / Cherchez la femme / Mandarin-Jade / Bay City Blues / Die Tote im See / Keine Verbrechen in den Bergen |
| 76     | 1988        | Der anonyme Auftraggeber / Scharfe Kurve                                        | Sergej Wyssozki                                 | Roman         | |
| 77     | 1988        | Messer im Scheinwerferlicht                                                     | Arkadi und Georgi Wainer                        | Roman         | 1989 nochmals mit dem Roman "Tödliches Telegramm" herausgegeben |
| 78     | 1989        | Tödliches Telegramm / Messer im Scheinwerferlicht                               | Arkadi und Georgi Wainer                        | 2 Romane      | |
| 79     | 1989        | Der schwarze Turm                                                               | Phyllis Dorothy James                           | Roman         | 2021 als 3. und 4. Teil der Fernsehserie "Dalgliesh" verfilmt |
| 80     | 1989        | Der Mann, der sich in Luft auflöste                                             | Maj Sjöwall & Per Wahlöö                        | Roman         | |
| 81     | 1990        | Gefährliche Zeugen                                                              | Nikolai Leonow                                  | Roman         | |
| 82     | 1990        | Identität unbekannt                                                             | Sergej Lwowitsch Ustinow                        | Roman         | |
| 83     | 1990        | Rote Ernte                                                                      | Dashiell Hammett                                | Roman         | |

Der Band „Der Tod aus der Flasche“ (Kriminalerzählungen aus der Sowjetunion) von 1971 wird im Verlagsprogramm ebenfalls der K-Reihe zugeordnet. Allerdings fehlt auf Buchvorderseite und -rücken das typische „K“.